# Tellurite de sodium
Le tellurite de sodium est un composé chimique de formule Na2TeO3. C'est un sel de sodium de l'acide tellureux H2TeO3. Il se présente sous la forme d'une poudre blanche soluble dans l'eau et faiblement réductrice. Il se décompose sous l'effet du dioxyde de carbone de l'air en formant un dépôt de dioxyde de tellure TeO2. Il s'oxyde en tellurate de sodium Na2TeO4 lorsqu'on le chauffe à l'air libre.
Le tellure présente des propriétés semblables à celles du soufre et du sélénium. Les atomes de tellure du tellurite de sodium anhydre sont hexacoordonnés, avec trois liaisons Te–O longues de 187 pm et trois autres longues de 290 pm, formant des octaèdres déformés partageant des arêtes. Dans le pentahydrate Na2TeO3·5H2O, on observe des ions tétraédriques TeO32−, dont les liaisons Te–O ont une longueur de 185  à   186 pm et l'angle O–Te–O est proche de 99,5°.
L'anion tellurite est une base faible. Le tellurite de sodium est semblable au sélénite de sodium Na2SeO3 et au sulfite de sodium Na2SO3.
Les principales sources de tellure sont les boues anodiques de cuivre issues de l'extraction électrolytique à partir des minerais de cuivre, qui contiennent des métaux précieux et de nombreux tellurures. Ces boues sont grillées avec du carbonate de sodium Na2CO3 en présence d'oxygène O2 pour former du tellurite de sodium, par exemple avec le tellurure d'argent(I) Ag2Te ou le tellurure de cuivre(I) Cu2Te :
Ag2Te + Na2CO3 + O2 ⟶ 2 Ag + Na2TeO3 + CO2 (400 à 500 °C) ;
Cu2Te + Na2CO3 + 2 O2 ⟶ Na2TeO3 + 2 CuO + CO2.